# Kloster Herchen

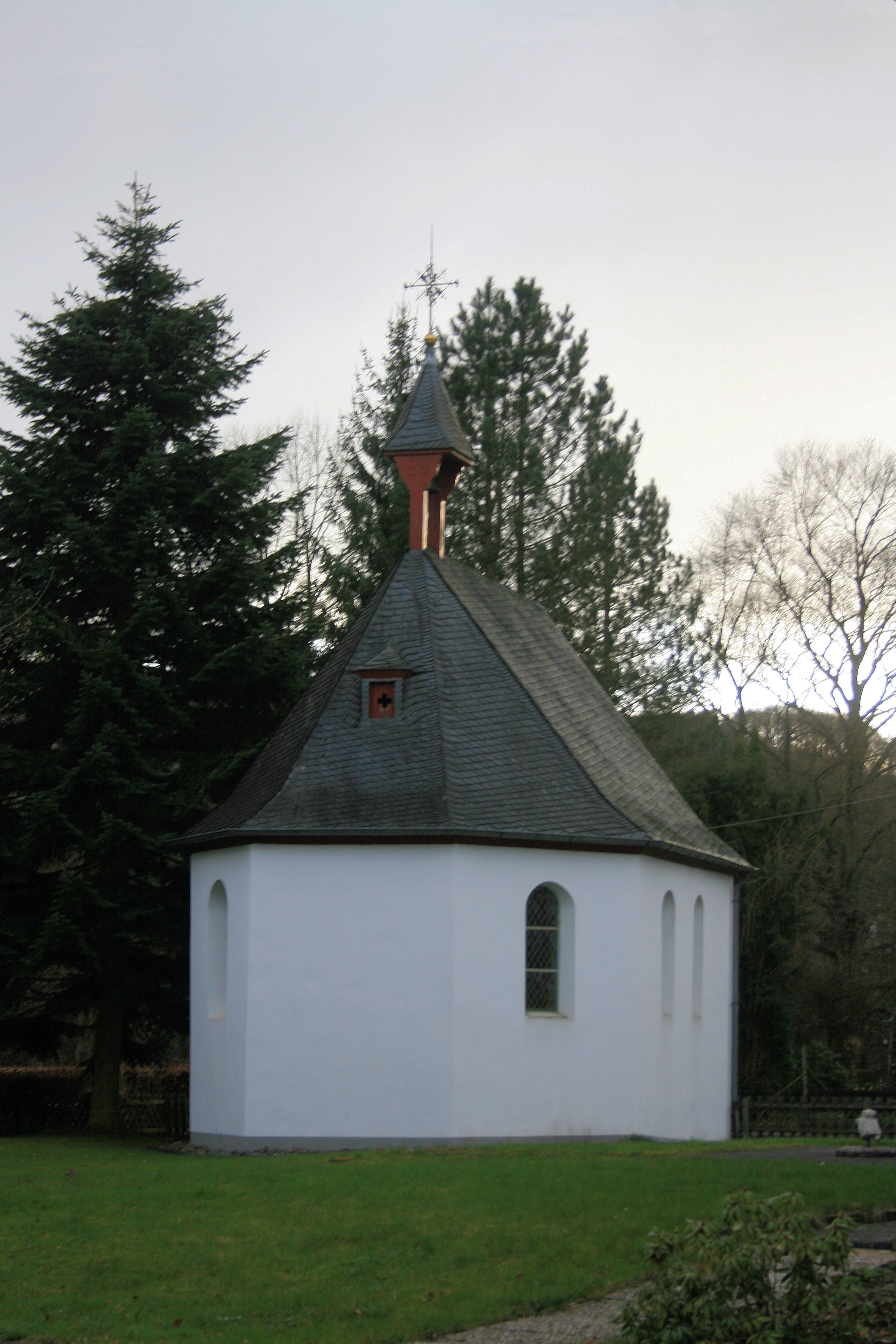
Die Antoniuskapelle

Das Kloster Herchen, früher Herchingen, war ein um 1247 gestiftetes Zisterzienserinnenkloster in Herchen. Es bestand bis zur Auflösung 1581.

## Geschichte
Um 1247 stiftete Gräfin Mechthild von Sayn auf Basis eines ihr gehörigen Gutes das Zisterzienserkloster. Das Kloster stand zunächst ab 1266 unter der Paternität des Klosters Heisterbach, bevor es von 1459 bis zur Inkorporation in das Kloster Merten 1581 der Abtei Marienstatt unterstand. Später lebten dort Augustinerinnen. Im Jahr 1581 waren fast alle Klosterinsassinnen an der Pest verstorben. Am 25. September 1581 meldet der Pfarrer von Herchen dem Marienstatter Abt Gottfried von Drolshagen auch das Ableben der Äbtissin Margaretha von Driesch. Bei der Visitation des Klosters wurde festgestellt, dass unter den wenigen noch im Kloster lebenden Nonnen die Pest gewütet hatte, so dass ein geordneter Klosterbetrieb nicht mehr möglich sei. Nur zwei Laienschwestern hatten überlebt. Auch war die Haushaltslage angespannt. Der zugehörige Höhnerhof im Kirchspiel Stieldorf wurde ebenso wie der Rest des Klosters dem Kloster Merten angegliedert. Damit hörte die Einrichtung faktisch auf zu bestehen. Im Jahr 1702 stiftete das Kloster Merten zur Erinnerung an das untergegangene Kloster die Antoniuskapelle.
Die genaue Lage des Klosters in Herchen kann heute nicht mehr festgestellt werden. Vermutlich lag es unterhalb der Kirche. Eine alte Bruchsteinmauer im Ortskern wurde einem Nebengebäude zugeschrieben. Bei Erdarbeiten am Hause eines alten Fachwerkhauses wurden Reste eines Ziehbrunnens gefunden und restauriert.
Die Straße „Im Klosterhof“ und die Grundschule „Schule am Klostergarten“ in Herchen erinnern noch heute in ihrem Namen an die Vergangenheit der Zisterzienser.